# .hm
.hm – krajowa domena najwyższego poziomu (ccTLD) przypisana Wyspom Heard i McDonalda. Zarządzana przez HM Domain Registry z siedzibą w Australii. Powstała 24 lipca 1997 roku. Rejestracja odbywa się pod adresem www.registry.hm .